# Искендер-наме (поэма Ахмеди)

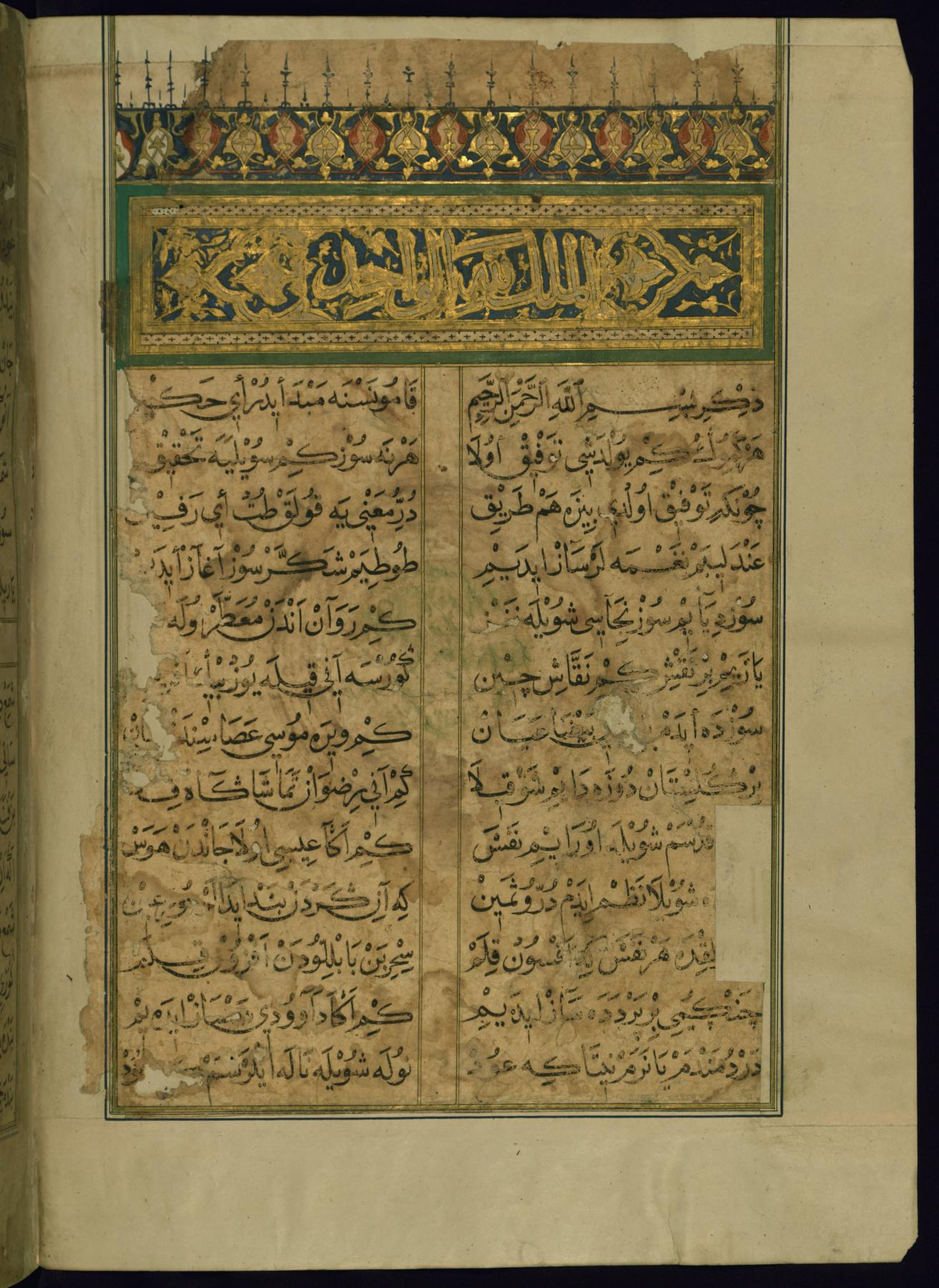
Страница «Искендер-наме», Художественный музей Уолтерс,
Walters Ms. W.664

«Искендер-наме» (тур. İskender-nâme) — поэма Ахмеди об Александре Македонском (Искендер или Искандер — арабский вариант имени «Александр»). Написана на староанатолийском языке. Первый вариант был закончен в 1390 году, а окончательный — до 1410 года. Ахмеди написал поэму как назире (поэтический ответ, вариация на тему) к одноимённой поэме классика персидской поэзии Низами Гянджеви. В тюркской литературе, имевшей в то время исключительно религиозный характер, поэма стала первым произведением светской тематики. Ахмеди переработал сюжет, ввёл в поэму научные достижения своего времени, чем превратил её в своеобразную энциклопедию, первую в Османской империи. Последняя глава произведения является самой ранней из сохранившихся османских хроник. Самым ранним иллюстрированным османским манускриптом является копия труда, хранящаяся в Национальной библиотеке Франции.

## «Искендер-наме» в Малой Азии
В результате Крестовых походов и монгольских завоеваний бывшие земли Византии были раздроблены, на её бывшей территории возникали и исчезали различные государственные образования. В этих условиях правители стремились к расширению своих земель, шли непрерывные переделы границ. Фигура Александра Македонского стала необычайно популярна. Книги о легендарных путешествиях строителя империи, его завоеваниях, отношениях с реальными и воображаемыми странами стали «зеркалами для принцев». В византийской традиции Александр был представлен как христианин, который посетил Иерусалим и уничтожил языческие храмы. В исламе он был святым персонажем, отождествлённым с Зуль-Карнайном («двурогим»). Даже в Персии, которую Александр завоевал и города которой разрушил, его изображали сводным братом Дария и, следовательно, законным правителем. Низами Гянджеви (ум. ок. 1209) в поэме «Искендер-наме» изобразил царя как идеального правителя. Фирдоуси в «Шахнаме» указал Александра среди персидских правителей. Александр в его повествовании меняется в процессе бесед с философами от жестокого завоевателя к идеальному правителю.
Ахмеди первым в турецкой литературе использовал сюжет об Александре. Его поэма была подражанием одноимённой поэме Низами и ответом (назире) на неё. Более доступной для чтения по стилю и сюжету является прозаический вариант «Искендер-наме», созданный братом Ахмеди, Хамзеви. Ещё одна «Искендер-наме» была написана поэтом Ахмедом Ридваном в царствование Баязида II.
Всего в османской литературе известно восемь «Искендер-наме». Большинство из них было написано в XV—XVI веках. Кроме уже упомянутых авторов, поэмы с таким названием писали Бехишти Синан, Абу Хасан Туртузи (Ebû Hasan Turtusî), Караманли Фигани (ум. 1532), Мухаммед бен Осман Лами (ум. 1531). Кроме того, существует и анонимная «Искендер-наме».

## История создания
Неизвестно, когда Ахмеди начал работу над поэмой. Первая редакция «Искендер-наме» была закончена в 1389/90 году, об этом сообщает сам автор в эпилоге, называя днём окончания «первый день Раби ас-сани 792 года» (26 марта 1390 года). В это время поэт жил в Кютахье, столице Гермияна. Согласно историку Латифи, Ахмеди преподнёс свой труд Мир Салману (вероятно, эмир Сулейман, правитель Гермияна). Мир Салман отказался принять поэму, заявив, что «изящная касыда была б лучше такой книги». Однако, по мнению Х. Иналджика, уже с 1389 года Ахмеди находился на службе у  Баязида, сопровождал его в Балканском походе и был свидетелем Косовской битвы.
После битвы при Анкаре в 1402 году когда Баязид попал в плен к Тамерлану, а его империя распалась, Ахмеди жил при дворе Сулеймана Челеби и посвятил ему «Искендер-наме». Хотя поэма и была написана ранее, но Ахмеди дорабатывал и редактировал её до самой смерти. Так, для того, чтобы поэма больше понравилась османскому принцу, Ахмеди добавил часть об османской династии. Эта часть, Dâstân-ı Tevârih-i Mülk-i Âl-i Osmân («Дастан» или История дома османов), содержащая 340 строф  без дат, была написана примерно в октябре 1405 года. Венгерский османист Пал Фодор оценивает время написания «Дастана» более широко: «от 1403 года до 1409 года». Встречаются рукописи, содержащие лишь «Дастан» как отдельное произведение, а также копии «Искендер-наме», которые не включают эту часть. При написании истории дома Османов Ахмеди, вероятно, использовал раннюю несохранившуюся хронику. При этом Х. Иналджик полагал, что источник, который использовал Ахмеди, независимо и более точно был использован и другими, более поздними историками: Шукруллахом в 1456-59 годах, Караманлы Мехмедом-пашой до 1480 года, Мехмедом Нешри до 1490 года и другими.
Некоторые исследователи высказывали предположение, что определённую роль в создании «Дастана» сыграл Баязид I. Возможно, он подтолкнул Ахмеди начать работу. Это версия поддерживалась историками литературы Ж. Тури, Н. С. Банарлы и П. Фодором. По мнению османистов Хита Лоури и Пала Фодора, тщательное прочтение полного текста позволяет предположить, что первоначальной целью написания труда Ахмеди была попытка предупредить Баязида от ошибок (войны против мусульман в Анатолии), которые в итоге и привели султана к падению. После пленения и смерти Баязида Ахмеди, вероятно, начал переделывать заключительный отрывок поэмы с целью предупредить Сулеймана Челеби от повторения ошибок отца. Ахмеди пытался сначала убедить Баязида, а затем принца Сулеймана, что истинной ролью османов было сражаться против христиан, а не обращать свои армии против своих единоверцев в Анатолии и в арабском мире.

В свою очередь, исследователь Т. Кортантамер резко критиковал версию о Баязиде. Вслед за М. Ф. Кёпрюлю Кортантамер указывал, что строфы, на которых Тури и Банарлы основывали свою версию, относились не к Баязиду, а к Сулейману. Также Контратамер высказывал сомнение в том, что у Ахмеди был какой-то контакт с Баязидом I. По его словам, в тексте «Дастана» нет панегирика Баязиду.

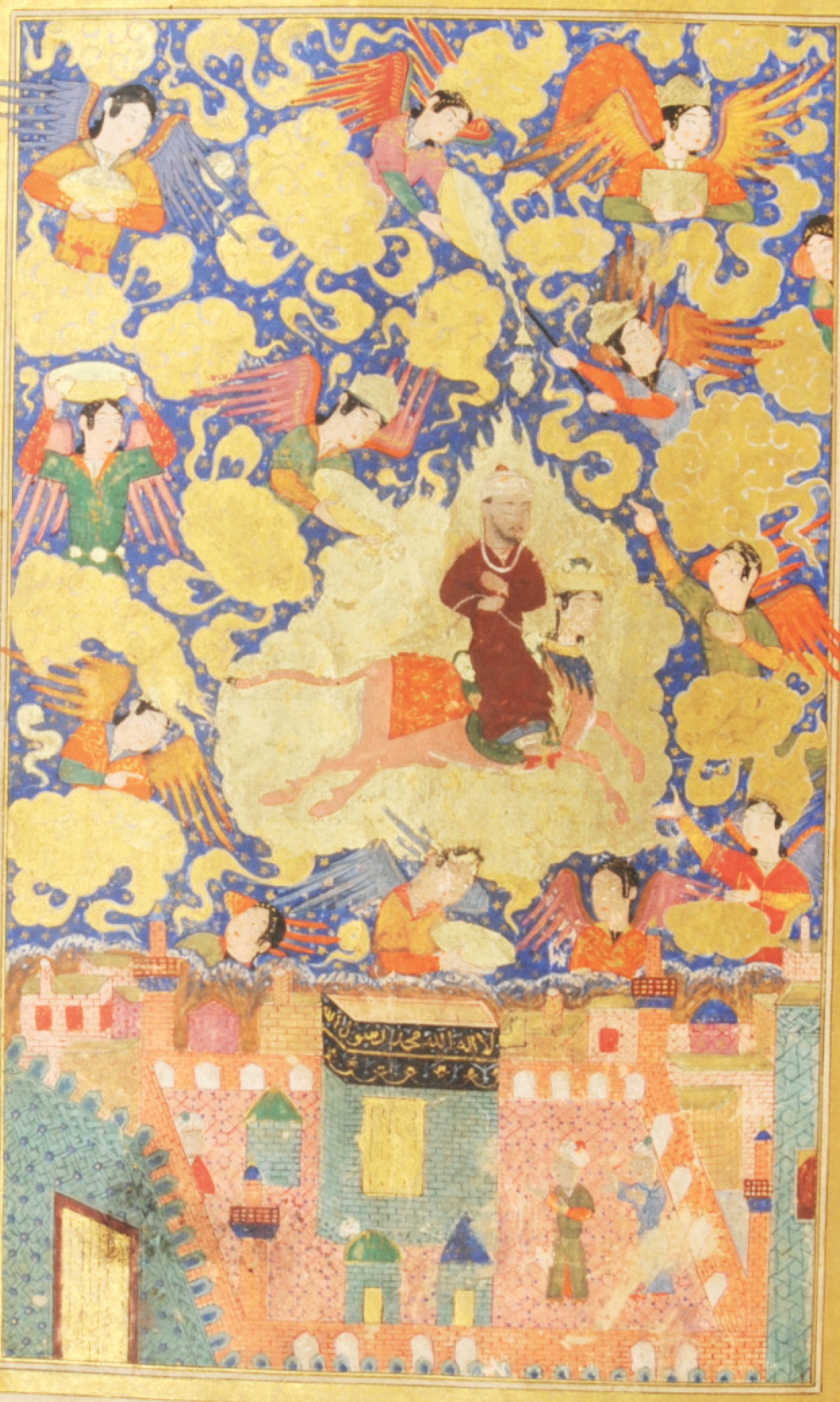
Мирадж. «Искендер-наме» (1450/60). Библиотека Марчиана

Помимо «Дастана» Ахмеди включил в «Искендер-наме» произведение «Мевлид». Это поэтическое повествование о рождении пророка Мухаммеда и о прохождении Мухаммеда через Семь небес на Бураке (мирадж). Это было одно из последних добавлений в текст, возможно, в 1407 году. Точно известно, что этот эпизод был написан в первом десятилетии 1400-х годов. Примерно в 1400 году шейх из Дамаска (возможно, Ибн аль-Джазари), впоследствии тоже написавший свой «Мевлид», посетил Бурсу, где в то время жил Ахмеди. Между несколькими учёными возникла дискуссия о месте Мухаммеда среди других пророков. Итогом обсуждения стал также «Мевлид», написанный в 1409 году Сулейманом Челеби (ум. 1422), имамом мечети Улу-Джами в Бурсе. Так что, вероятно, Ахмеди следует считать родоначальником Мевлидов в турецкой литературе. Известно более 75 копий «Искендер-наме», содержащих «Мевлид».
В то время, когда Ахмеди писал «Искендер-наме», турецкая литература (литература в Малой Азии на тюркском языке) только зарождалась. Она состояла лишь из нескольких мистических стихотворений и поэм. Языками науки и литературы в то время были арабский и персидский. Не было научных или светских литературных трудов на староанатолийском языке. Существовало лишь небольшое количество произведений, переведённых для правителей бейликов с персидского или арабского. Поэтому Ахмеди делал большие отступления от сюжета, описывая достижения наук для читателей. Он, вероятно, намеревался своей поэмой предоставить читателям полный свод знаний. Это погубило поэму как произведение искусства, но нет оснований думать, что Ахмеди собирался писать именно произведение искусства. Он даже не пытался украсить свой текст каким-либо риторическими приёмами.
Ахмеди писал в то время, когда понимание просодии ещё не было чётким. Поэма написана арузом,  метр «Ар-Ра́маль», который использовался некоторыми ранними анатолийскими поэтами (Валадом, Ашиком):
| X U — — \| X U — — \| X U — — \| X U — — - — длинная гласная в слоге; u — короткая гласная в слоге; x — может быть либо длинная, либо короткая гласная в слоге. |

Валад иногда использовал элизию — исключал короткий гласный звук, за которым следовал длинный. Этот метод Ахмеди взял на вооружение и использовал постоянно, что привело к неприятному звучанию стиха. Как результат, элизия после Ахмеди была отвергнута и больше никем на постоянной основе не использовалась.
Полный текст «Искендер-наме» состоит из 8754 строф. Уже первая редакция содержала 8250 строф, как сам Ахмеди указал в эпилоге.

## Рукописи и издания
Эта книга была очень популярна, известно большое количество её рукописей, изготовленных в разное время и в различных местах.
Иллюстрированный манускрипт, созданный в 1416 году, хранится в Париже (PBNF, Turc 309). Это самая ранняя копия «Искендер-наме» в мире, она является одной из самых ценных, потому что она была создана в Амасье, где Ахмеди умер всего за четыре года до её создания. Эта рукопись является самым ранним иллюстрированным османским манускриптом.
Экземпляр поэмы есть в Художественном музее Уолтерса (копия выполнена Камал ибн Абдом Аллах аль-Карамани в Алеппо в 1486 году.). Пять рукописей находится в Британском музее (MSS. Harl. 3273; MSS. Add. 7918; MSS. Add. 7905; MSS. Or. 1376; MSS. Add. 5986.).
В Турции находятся 31 известный экземпляр «Искендер-наме». 14 из них не датированы, 7 составлены во время Мехмеда II, 5 во время Селима II, ещё 7 во время Баязида II, Селима I, Сулеймана I и Мехмеда IV. Несколько ценных экземпляров хранится в библиотеке Стамбульского университета (код TY, nr 92, Ms 921, Ms 409). Иллюстрироваными являются изготовленные во время правления Мехмеда II рукописи:
- Рукопись, датированная 1475/76 годом, хранится в Берлинской государственной библиотеке (BPSB Ms.Or.Quart 1271).
- Рукопись, датированная 1450—1460 годами, — в Библиотеке Марчиана в Венеции (VBNM, Cod.Or.XC(57)).

В России все известные рукописи сосредоточены в Санкт-Петербургских собраниях. Три списка Искендер-наме XVI века находится в фондах Российской национальной библиотеки:
- Один выполнен в 1522/23 году в Герате (Дорн 565) для правителя Герата Дормиш-хана. Известный мастер манускриптов Мир Али ал-Катиб обильно украсил его — в книге есть фронтиспис, красочные заставки и одиннадцать миниатюр[39][40]. Этот список служит доказательством популярности Ахмеди, поскольку он изготовлен за пределами Османской империи[40].
- Ещё один «вычурно» оформленный манускрипт (Дорн 566) содержит 7[41]/8[40] миниатюр, он переписан в Ширазе в 1561 году Хасаном ал-Хусайни ал-Катиб аш-Ширази[40][41]. На рукописи есть посвящение Баязиду и эмиру Сулейману. Последующий владелец неизвестен, затем книгу приобрел Осман II[41], она принадлежала султанской библиотеке, а затем последнему крымскому хану Шахин Гераю. Это самый полный из российских списков поэмы[40].
- Третий манускрипт (ТНС 137) является списком второй четверти XVI века[40].

Пять рукописей находится в коллекции Института восточных рукописей РАН:
- С 133. Текст рукописи наиболее близок к Дорн 566, список выполнен в конце XV—начале XVI веков, предположительно на территории Азербайджана и содержит 40 миниатюр[43][42].
- В 277. Копия изготовлена Мухаммадом-катибом в 1541/42 году в Ширазе по заказу Хасан-Шах-кули-бека и содержит 21 миниатюру[42][44]. Отсутствует часть, посвящённая османской истории[45].
- С 134. Время изготовления — XVIII век, текст переписал в Поволжье Али ибн мулла Халил[42][46].
- D 13. XVIII век, Поволжье[42][46].
- В 1914. Отрывок рукописи XIX века[42].

В хранилище библиотеки Восточного факультета Санкт-Петербургского университета есть две рукописи XIX века — MS 345 и MS 346.
- MS 345 переписана в 1834/35 году Убайдуллой б. Калимулла ал-Булгари ал-Газани, по-видимому в Казани[48].
- MS 346 переписана Мухаммадом Али в 1839 году, она содержит две миниатюры[48].

До 1911 года текст «Искендер-наме» в общем и «Дастан» в частности не были опубликованы и были доступны учёным лишь в оригинальных манускриптах. Последняя часть «Искендер-наме» представляет большую ценность для изучения истории Османской империи, поэтому в начале XX века начали появляться и печатные издания, и исследования. Неджиб Азим был первым, кто опубликовал некоторые части «Дастана» в 1911 году. В 1939 году Нихад Банарлы издал историческое исследование текста, использовав несколько доступных ему рукописей. Наконец, в 1949 году Чифтчиоглу Нихал опубликовал текст «Дастана». Большинство турецких и западных исследователей опирались на эти издания. Из трёх упомянутых изданий наибольшей популярностью пользовалось издание Банарлы. Однако Ахмет Атеш показал, что Банарлы не восстановил и не реконструировал текст по нескольким вариантам, а бессистемно смешал их, не применив никакого критического метода. Реконструкцию текста «Дастана» («Истории дома Османов») опубликовал в 1992 историк Силай К., использовав 10 текстов и приняв как базовый рукопись Ms 921.

## Содержание
Изображения судов
Помимо вводной части, текст можно разделить на ряд дастанов («легенд»), каждый из которых посвящён отдельному сюжету. Каждый дастан состоит из нескольких песен, причём каждый рассказ начинается правилом, указывающим, какой моральный урок надо извлечь.
Сюжет поэмы Ахмеди значительно более фантастичен, чем у Низами и Фирдоуси. Помимо этого Ахмеди находился под влиянием суфизма, что тоже нашло отражение в поэме. Ещё одной особенностью повествования Ахмеди является его акцент на мореходных приключениях Александра, в то время как в известных персидских аналогичных произведениях эта сторона почти не освещена.
Рукописи «Искендер-наме» отличаются по составу. В самом полном варианте в поэму входят следующие части (последовательность может не совпадать с указанной; название частей условное, кроме Мевлида и Истории дома Османов Ахмеди не давал названий частям, лишь сюжетам).
1. Вводная часть (содержит несколько песен, которые восхваляют Бога и Пророка, или несут суфийские знания).
2. От Гайомарта до Александра.
3. «Книга об Александре», собственно описание «жизни и приключений Александра».
4. От Александра до Мухаммеда.
5. Мевлид (жизнь Мухаммеда).
6. История после Мухаммеда.
7. История дома Османов до Сулеймана Челеби.

### Манускрипт Ms 921
Манускрипт Ms 921, созданный в 1444 году и являющийся самой старой рукописью «Искендер-наме» в Турции, имеет большое значение, поскольку он содержит самый полный текст из ныне известных. Ms 921 состоит из 8754 строф и включает в себя все дополнения, сделанные Ахмеди. В частности, в манускрипте Ms 921 морская тема развита более подробно, чем, например, в Ms 409.
| Содержание манускрипта Ms 921 | Содержание манускрипта Ms 921 | Содержание манускрипта Ms 921 | Содержание манускрипта Ms 921 |
| Номер сюжета                  | Содержание | Бейты                         | Разделы                       |
| ----------------------------- | --- | ----------------------------- | ----------------------------- |
| 1                             | Хвала Богу и Пророку; Начальные года Александра, от рождения до вступления на трон. | 1—585                         | 1—37                          |
| 2                             | Обсуждения природы Бога греческими мудрецами и Хизиром. | 586—917                       | 38—53                         |
| 3                             | Истолкование Аристотелем мечты Александра о завоевании мира; Битвы за Дараб. | 918—1330                      | 54—64                         |
| 4                             | Роман Александра и Гульшах. | 1331—1933                     | 65—71                         |
| 5                             | Приключения Александра в Индии и на окружающих островах. | 1934—3926                     | 72—189                        |
| 6                             | Различные битвы: против Гога и Магога, с русскими, с Джиннами. | 3927—4246                     | 190—199                       |
| 7                             | Путешествие в Египет. | 4247—4443                     | 200—209                       |
| 8                             | Посещение царицы Кандис (Кайдафы). | 4444—4802                     | 210—224                       |
| 9                             | Поиски «мира за пределами» | 4803—5010                     | 225—229                       |
| 10                            | «Универсальная история»: правители от Гайомарта до Александра | 5011—5784                     | 230—266                       |
| 11                            | «Универсальная история»: от Александра до Пророка Мухаммаеда | 5785—5964                     | 267—284                       |
| 12                            | Рождение Мухаммеда и рассказ о Мирадже («Мевлид»). | 5965—6617                     | 285—312                       |
| 13                            | История после Мухаммада | 6618—7536                     | 313—394                       |
| 14                            | «Универсальная история»: «Дастан» (Османская летопись до Сулеймана Челеби) | 7537—7870                     | 395—408                       |
| 15                            | Заключительные приключения, в том числе путешествие Александра в Хиджаз (хадж, посещение гробницы Зу-ль-Карнайна); жизнь в Египте; путешествие по Стране Тьмы в поисках Воды Жизни; встреча с Говорящим Деревом. | 7871—8541                     | 409—435                       |
| 16.                           | Болезнь и смерть Александра; восхваления его матери Рукия и свиты из греческих философов. | 8542—8754                     | 436—458                       |

## Оценка и значение

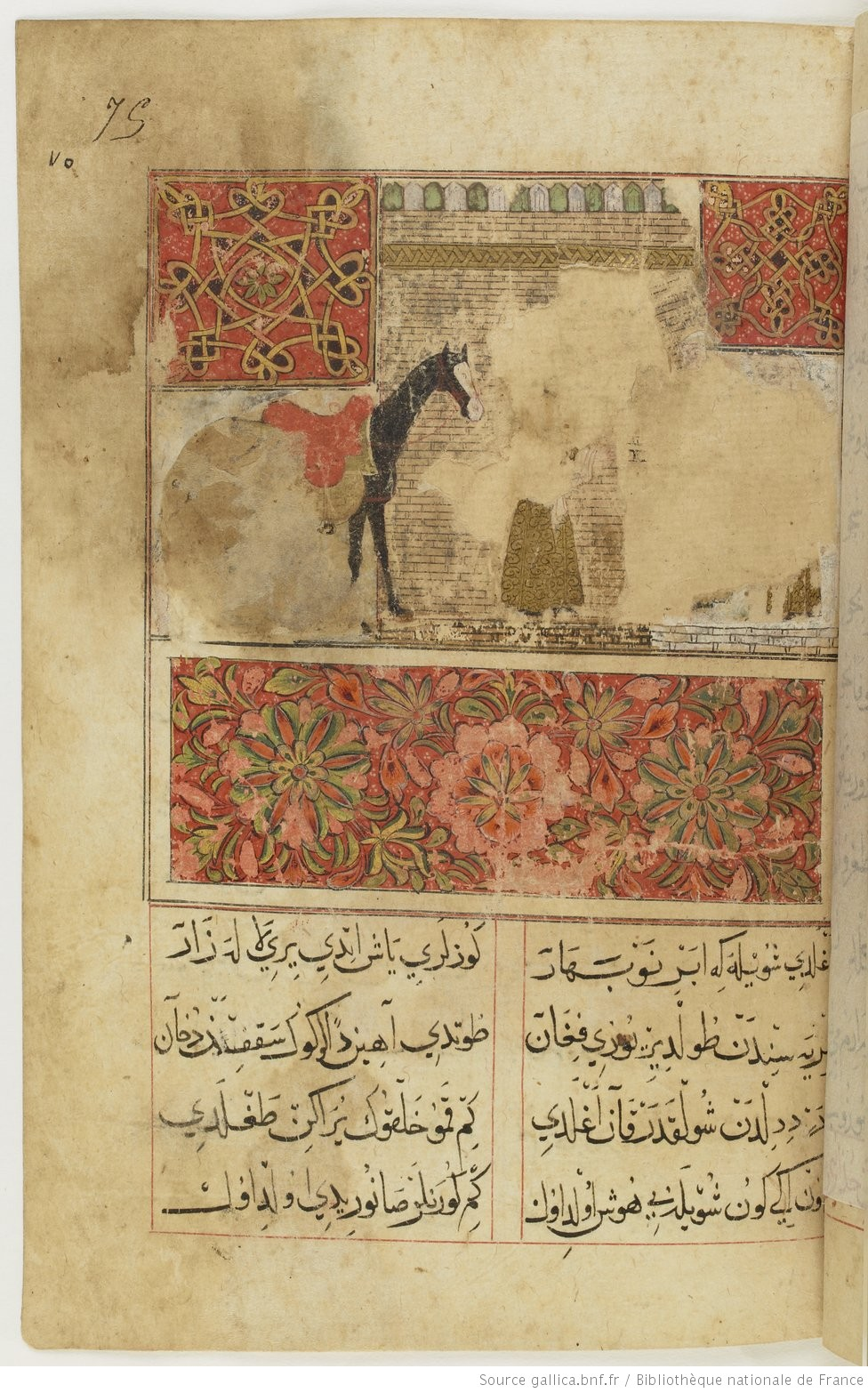
Страница из самого раннего (1416) иллюстрированного списка «Искендер-наме». (Национальная библиотека Франции)

Некоторые из османских учёных и поэтов XVI века, любителей «высокого стиля» и изящных фраз, недооценивали труд Ахмеди, высказывая даже неверное мнение о том, что его «Искендер-наме» была лишь переводом Низами. Латифи заявлял, что литературное мастерство Ахмеди никак не соответствовало его знаниям. По словам Латифи, после того как Мир Салман отказался принять посвящённую ему поэму, заявив, что предпочёл бы касыду, расстроенный Ахмеди вернулся домой, где его ждал ученик, Шейхи Гермияни. Ночью Шейхи сочинил касыду, которую Ахмеди отнёс Мир Салману. Прочтя стихотворение, эмир заявил: «Если ты автор касыды, то книга написана не тобой. Если книга написана тобой, то касыда не твоя». Кыналызаде Хасан Челеби (ум.1607), автор биографического словаря поэтов, писал, что «манера его стихосложения печально известна». Хасан Челеби повторял историю, рассказанную Латифи: «Ходят слухи, что, когда Ахмед представил вышеупомянутую книгу знатокам своего века, они сказали, что хорошая касыда превосходит книгу такого рода». Мустафа Али писал о «рассеянном и многоликом месневи» и в «безвкусных и неловких фразах».
«Дастан» является самой ранней из сохранившихся османских хроник. Она стала основой для последующих, таких, например, как «Анонимная османская хроника», опубликованная ориенталистом Ф. Гизе. Ахмеди акцентировал внимание на роли Османа и его потомков как гази, он продвигал тезис, что религиозно настроенные воины стремились расширить территорию ислама. Востоковед Пол Уиттек считал, что целью Ахмеди было убедить читателей, что единственной целью государства османов было распространение ислама. Османист Колин Имбер тоже видел в «Искендер-наме» лишь идеализацию войн османов. Однако Хит Лоури указывает, что Ахмеди неоднократно подчёркивает факт получения в результате войн материальных выгод, которые были важны не меньше, чем идеологические мотивы.
Современные литературоведы и историки высоко оценивают как «Искендер-наме» в целом, так и его части. По словам П. Фодора, произведения Ахмеди являются источником бесценной информации для учёных по всем вопросам. Исследователи признают влияние «Дастан» на позднейших хронистов. По мнению исследователя Б.Турны, к XVI веку османские историки уже приняли и использовали образец Ахмеда в написании истории как стандарт. Османист Л. Силай отмечал, что «Дастан» представляет большую ценность, и что без ссылок на Ахмеди не обходится ни один исторический труд, посвящённый основанию Османской империи. Энциклопедия Британника отмечает важность «Дастана», который основан на очень ранней несохранившейся хронике.

По мнению Э.Гибба «Искендер-наме» — это «первая важная светская поэма западных турок». Исследователь К. Сойер указывала, что «Мевлид» Ахмеди был, возможно, первым произведением этого типа в турецкой литературе.
Искендар-наме Ахмеди является одним из первых месневи любого рода в османской литературе и является первым литературным рассказом [об Александре Македонском] в тюркской традиции - практически единственным у анатолийских тюрок - и это первая работа в анатолийской тюркской литературе, посвящённая жизни не религиозного персонажа.Текин Б.
По мнению тюркологов Д.Еремеева и М.Мейера, поэма «служит ещё одним примером растущего самосознания турецкого народа, пытающегося осмыслить свое место в жизни человечества».

## Комментарии
1. ↑  Гибб называет 19 марта.
2. ↑  В дальнейшем повествования о жизни пророка оформились как отдельный тип литературных произведений.
3. ↑  Называют число «больше 75»[29] или даже «больше 100» рукописей[7].
4. ↑  Месневи — дидактическое эпическая поэма, написанная рифмующимися двустишиями[62].